# Хурцидзе, Автандил
Автандил Хурцидзе (2 мая 1979, Кутаиси, Грузинская ССР, СССР) — грузинский боксёр-профессионал, выступавший в средней весовой категории. Чемпион мира по версии IBO (2011), временный чемпион мира по версии WBO (2017) в среднем весе. Обладатель титулов чемпиона по версиям WBO International (2016—2017), WBC Silver (2011) и WBA Inter-Continental (2008—2010) в среднем весе.
Занимает 1-ю строчку рейтинга WBO и является претендентом на титул чемпиона мира по версии WBO в среднем весе.
В 2018 году осужден в США за принадлежность к преступной группировке ().

## Профессиональная карьера
Профессиональную карьеру боксёра Хурцидзе начал в октябре 2002 года, победив технически нокаутом своего соотечественника Георгия Канчавели.
5 марта 2016 года Хурцидзе победил американского проспекта Антуана Дагласа (19-0-1, 13 КО), на бой с которым он согласился менее чем за две недели до выхода в ринг, заменив травмировавшегося Сэма Солимана. Хурцидзе с начала боя бомбардировал американца ударами с обеих рук, так что в итоге Даглас в 3-м раунде оказался в нокдауне. В 7-м раунде очередной точный левый хук Автандила в голову, отправил Дагласа на настил во второй раз за поединок, девятый раунд превратился в избиение американца, а в десятом бой, наконец, был остановлен в пользу грузинского боксёра. Как итог боя: Хурцидзе отобрал у американца титул чемпиона по версии WBO International в среднем весе.

### Чемпионский бой с Томми Лэнгфордом
27 января 2017 года стало известно, что Всемирная боксёрская организация (WBO) дала 10 дней на переговоры об организации боя между чемпионом мира Билли Джо Сондерсом (24-0, 12KO) и обязательным претендентом на чемпионский титул Автандилом Хурцидзе.
Но переговоры закончились ничем и WBO санкционировала бой между Автандилом Хурцидзе и британцем Томми Лэнгфордом (18-0, 6KO) за титул временного чемпиона мира в среднем весе по версии WBO. Которого Автандил победил 22 апреля 2017 года техническим нокаутом в 5-м раунде и стал временным чемпионом мира по версии WBO в среднем весе.

### Отменённый бой с Билли Джо Сондерсом
После победы над Томми Лэнгфордом, на 8 июля 2017 года у Хурцидзе был назначен бой с чемпионом мира британцем Билли Джо Сондерсом, но в начале июня стало известно, что Хурцидзе оказался в числе 33 граждан, которые были арестованы в США по подозрению в связях с организованной преступностью и бой был отменён.

## Статистика профессиональных боёв
В таблице перечислены результаты всех поединков боксёров.
В каждой строке указан результат поединка. Дополнительно номер поединка обозначен цветом, который обозначает итог поединка. Расшифровка обозначений и цветов представлена в нижеследующей таблице.
| Пример | Расшифровка                     |
| ------ | ------------------------------- |
|        | Победа                          |
|        | Ничья                           |
|        | Поражение                       |
|        | Планируемый поединок            |
|        | Поединок признан несостоявшимся |
| КО     | Нокаут                          |
| ТКО    | Технический нокаут              |
| PTS    | Решение судей (по очкам)        |
| UD     | Единогласное решение судей      |
| MD     | Решение большинства судей       |
| SD     | Раздельное решение судей        |
| RTD    | Отказ от продолжения боя        |
| DQ     | Дисквалификация                 |
| NC     | Поединок признан несостоявшимся |

| 38 поединков, 34 победы (23 нокаута), 2 поражения, 2 ничьи | 38 поединков, 34 победы (23 нокаута), 2 поражения, 2 ничьи | 38 поединков, 34 победы (23 нокаута), 2 поражения, 2 ничьи | 38 поединков, 34 победы (23 нокаута), 2 поражения, 2 ничьи | 38 поединков, 34 победы (23 нокаута), 2 поражения, 2 ничьи | 38 поединков, 34 победы (23 нокаута), 2 поражения, 2 ничьи | 38 поединков, 34 победы (23 нокаута), 2 поражения, 2 ничьи                                              | 38 поединков, 34 победы (23 нокаута), 2 поражения, 2 ничьи |
| Бой                                                        | Рекорд                                                     | Дата боя                                                   | Соперник                                                   | Место проведения боя                                       | Раундов, время                                             | Дополнительно                                                                                           |                                                            |
| ---------------------------------------------------------- | ---------------------------------------------------------- | ---------------------------------------------------------- | ---------------------------------------------------------- | ---------------------------------------------------------- | ---------------------------------------------------------- | --- | ---------------------------------------------------------- |
| 38                                                         | 34-2-2                                                     | 31 мая 2024                                                | Виктор Гюго Экснер (11-15-2)                               | Куинс, Нью-Йорк, США                                       | TKO 1 (6)                                                  | |                                                            |
| 37                                                         | 33-2-2                                                     | 22 апреля 2017                                             | Томми Лэнгфорд (18-0)                                      | Лестер, Англия, Великобритания                             | TKO 5 (12), 0:27                                           | Завоевал титул временного чемпиона мира по версии WBO в среднем весе.                                   |                                                            |
| 36                                                         | 32-2-2                                                     | 5 марта 2016                                               | Антуан Дуглас (19-0-1)                                     | Бетлехем, Пенсильвания, США                                | TKO 10 (10), 0:33                                          | Завоевал титул чемпиона по версии WBO International в среднем весе.                                     |                                                            |
| 35                                                         | 31-2-2                                                     | 7 августа 2015                                             | Мелвин Бетанкурт (29-2)                                    | Атлантик-Сити, Нью-Джерси, США                             | TKO 1 (8), 2:22                                            | |                                                            |
| 34                                                         | 30-2-2                                                     | 20 февраля 2015                                            | Филипп Пенсон (8-0-2)                                      | Рай-Брук, штат Нью-Йорк, США                               | TKO 4 (8), 1:00                                            | |                                                            |
| 33                                                         | 29-2-2                                                     | 30 октября 2014                                            | Эдди Хантер (10-10-2)                                      | Голливуд, Калифорния, США                                  | TKO 5 (8), 2:13                                            | |                                                            |
| 32                                                         | 28-2-2                                                     | 23 июля 2014                                               | Аллен Коньерс (12-9)                                       | Нью-Йорк, штат Нью-Йорк, США                               | TKO 1 (8), 1:23                                            | |                                                            |
| 31                                                         | 27-2-2                                                     | 18 декабря 2011                                            | Оззи Дюран (27-9-2)                                        | Запорожье, Украина                                         | MD (12)                                                    | Завоевал вакантный титул чемпиона по версии WBC Silver в среднем весе. Счёт: 114-113, 114-114, 115-113. |                                                            |

## Преступная деятельность
Состоял боевиком криминальной группировки Раждена Шулая, известного также как Ражден Питерский. В организацию входил также известный мастер смешанных единоборств Леван Макашвили. В июне 2018 был признан виновным по закону RICO, карающему организованную преступную деятельность. Осужден на 10 лет лишения свободы.